# Сомино (озеро, Невельский район)
Сомино — озеро в Плисской волости Невельского района Псковской области.
Площадь — 1,55 км² (155,0 га). Максимальная глубина — 6,0 м, средняя глубина — 3,0 м.
Вблизи озера расположены деревни: Смолино, Турки-Перевоз.
Сточное. Относится к бассейну реки Уща, притока Дриссы, которая впадает в реку Западная Двина.
Тип озера лещово-плотвичный. Массовые виды рыб: щука, окунь, плотва, лещ, красноперка, густера, уклея, линь, вьюн, карась.
Для озера характерны песчано-илистое дно.